# Ściegna (Busko-Zdrój)
Ściegna – część miasta Busko-Zdrój położona w województwie świętokrzyskim w powiecie buskim w gminie Busko-Zdrój.
W latach 1975–1998 miejscowość administracyjnie należała do województwa kieleckiego.